# フェイ (歌手)
フェイ（Fey, 本名：María Fernanda Blásquez Gil, 1973年7月21日 - ）は、メキシコシティ出身の歌手。

## 経歴
アルゼンチン出身の母とスペイン出身の父の元にメキシコで生まれる。幼少期はスペイン在住だった事もある。1990年代中期から後期にかけてのメキシコ合衆国音楽のシンボル的存在。
伝統的なマリアッチスタイルの多いメキシコ出身の歌手の中では異色で、デビュー時からテクノなどのダンスミュージックに傾倒しており、メキシコ以外の国でも人気がある。
1995年、アルバム「Fey」でデビュー。1996年リリースの2枚目のアルバム「Tierna La Noche」に収録された「Azucar Amargo」は、ビルボードに30週以上連続でチャートインするなどの大ヒットとなる。
1999年頃から活動を一時休止するが、2002年にアルバム「Vértigo」で復帰。2004年にリリースされたアルバム「La Fuerza Del Destino」では、1980年代から1990年代初めに活躍したスペインのバンド・メカーノのヒット曲をカバーした。

## ディスコグラフィ
- 1995年 Fey
- 1996年 Tierna la noche
- 1998年 El color de los sueños
- 2002年 Vértigo
- 2004年 La fuerza del destino
- 2006年 Faltan Lunas
- 2009年 Dulce Tentación
- 2012年: Primera fila: Fey
- 2017年: 90's Pop Tour
- 2018年: 90's Pop Tour, Vol.2